# SMS Sosnowiec
Die SMS Sosnowiec (Szkoła Mistrzostwa Sportowego) ist eine polnische Eishockeyakademie des polnischen Eishockeyverbands PZHL aus Sosnowiec, welche 1994 gegründet wurde. Ab 2015 spielte die erste Mannschaft wieder in der Ekstraliga. Anfang der 2020er Jahre wurde die Akademie nach Katowice verlegt und tritt nun in der zweitklassigen I liga an.

## Geschichte
Die Eishockeyakademie in Sosnowiec wurde 1994 vom polnischen Eishockeyverband PZHL gegründet. Die Auswahl der Schüler erfolgt nach strengen Kriterien und nur die 15 bis 20 besten Eishockeyspieler jedes Jahrgangs erhalten die Möglichkeit zum Besuch der Akademie. Von 1994 bis 1998 nahm die erste Mannschaft von SMS Sosnowiec an der Ekstraliga, der höchsten polnischen Spielklasse, teil. Seither trat das Team in der zweitklassigen I liga an, in der auch die zweite Mannschaft der Akademie spielt. Ab 2015 spielt die erste Mannschaft wieder (außer Konkurrenz) in der Ekstraliga. Anfang der 2020er Jahre wurde die Akademie nach Katowice verlegt und tritt nun in der zweitklassigen I liga an.

## Bekannte Absolventen
- Daniel Laszkiewicz
- Leszek Laszkiewicz
- Jarosław Rzeszutko
- Damian Słaboń
- Patryk Wajda